# محمد ابراهیموف
محمد ابراهیموف یا ممد ابراگیموف (روسی: Ибрагимов Мамед Сулейман-оглы؛ زادهٔ ۲۱ مارس ۱۹۴۶) کشتی‌گیر آزاد آذری‌تبار اهل شوروی بود.